# Proteína inflamatoria de macrófagos
Las proteínas inflamatorias de macrófagos (MIP) pertenecen a la familia de citocinas quimiotácticas conocidas como quimiocinas. En los seres humanos, hay dos formas principales, MIP-1α y MIP-1β que ahora (según la nueva nomenclatura) se denominan oficialmente CCL3 y CCL4, respectivamente. Pero a veces podemos encontrar otros nombres, especialmente en la literatura más antigua, como LD78α, AT 464.1 y GOS19-1 para CCL3 humana y AT 744, Act-2, LAG-1, HC21 y G-26 para CCL4 humana. Otras proteínas inflamatorias de macrófagos incluyen MIP-2, MIP-3 y MIP-5.

## MIP-1
MIP-1α y MIP-1β son factores principales producidos por macrófagos y monocitos después de ser estimulados con endotoxina bacteriana o citocinas proinflamatorias como IL-1β. Pero parece que pueden ser expresados por todas las células hematopoyéticas y algunas células tisulares como fibroblastos, células epiteliales, células del músculo liso vascular o plaquetas tras la activación. Son cruciales para las respuestas inmunitarias frente a la infección y la inflamación. 
CCL3 y CCL4 pueden unirse a proteoglicanos extracelulares, lo que no es necesario para su función, pero puede mejorar su bioactividad. El efecto biológico se lleva a cabo mediante la unión de los receptores de quimiocinas CCR1 (ligando CCL3) y CCR5 (ligandos CCL3 y CCL4) y la señal se transfiere luego a la célula, por lo que estas citocinas afectan a cualquier célula que tenga estos receptores. El efecto principal es inflamatorio y consiste principalmente en quimiotaxis y migración transendotelial, pero las células también pueden activarse para liberar algunas moléculas bioactivas. Estas quimiocinas afectan a los monocitos, linfocitos T, células dendríticas, células NK y plaquetas.
También activan los granulocitos humanos (neutrófilos, eosinófilos y basófilos) que pueden provocar una inflamación neutrofílica aguda. También inducen la síntesis y liberación de otras citocinas proinflamatorias como la interleucina 1 (IL-1), IL-6 y TNF-α de fibroblastos y macrófagos. Los genes de CCL3 y CCL4 se encuentran tanto en el cromosoma humano 17 como en el cromosoma murino 11.
Son producidas por muchas células, en particular macrófagos, células dendríticas y linfocitos. Los MIP-1 son más conocidos por sus efectos quimiotácticos y proinflamatorios, pero también pueden promover la homeostasis. Los análisis biofísicos y el modelado matemático han demostrado que MIP-1 forma reversiblemente una distribución polidispersa de polímeros en forma de varilla en solución. La polimerización entierra los sitios de unión al receptor de MIP-1, por lo que las mutaciones de despolimerización mejoran la MIP-1 para detener los monocitos en el endotelio humano activado. 
MIP-1γ es otra proteína inflamatoria de macrófagos y, según la nueva nomenclatura, se denomina CCL9. Es producido principalmente por células epiteliales asociadas a folículos y es responsable de la quimiotaxis de células dendríticas y macrófagos en las placas de Peyer en el intestino a través de la unión de CCR1.
MIP-1δ o MIP-5 (CCL15) se une también a CCR1 y CCR3.

## MIP-2
MIP-2 pertenece a la familia de quimiocinas CXC, se denomina CXCL2 y actúa mediante la unión de CXCR1 y CXCR2. Es producido principalmente por macrófagos, monocitos y células epiteliales y es responsable de la quimiotaxis a la fuente de inflamación y activación de neutrófilos.

## MIP-3
Hay dos quimiocinas en el grupo MIP-3. MIP-3α (CCL20) y MIP-3β (CCL19). 
MIP-3α se une al receptor CCR6. CCL20 es producido por la mucosa y la piel por las células epiteliales activadas y atrae las células Th17 al sitio de la inflamación. También es producido por las propias células Th17. Además, atrae las células B activadas, las células T de memoria y las células dendríticas inmaduras y participa en la migración de estas células en los órganos linfoides secundarios. Las células dendríticas maduras regulan negativamente CCR6 y regulan positivamente CCR7, que es el receptor de MIP-3β.
MIP-3β (CCL19) es producido por células estromales en zonas de células T de órganos linfoides secundarios y se une al receptor CCR7 a través del cual atrae células dendríticas maduras a los ganglios linfáticos. También es producido por células dendríticas y atrae también a linfocitos T y linfocitos B vírgenes para que se dirijan al ganglio linfático, donde las células dendríticas les pueden presentar antígenos.

## MIP-5
MIP-5 (a veces llamado MIP-1δ) o CCL15 se une a los receptores CCR1 y CCR3. Tiene propiedades quimiotácticas para monocitos y eosinófilos y es expresado por macrófagos, basófilos y algunas células tisulares. Se propone tener un papel en la patología del asma.